# Спектральная скважинная шумометрия
Спектральная (акустическая) скважинная шумометрия относится к методам геофизических исследований эксплуатационных нефтяных и газовых скважин, применяемым для анализа технического состояния скважины, выявления отдающих и принимающих интервалов пласта, определения гидродинамических параметров пластов. Спектральная шумометрия основана на регистрации акустического шума, производимого при движении жидкости или газа по пласту или через сквозные нарушения в конструкции скважины.

## История развития
История применения шумомеров в нефтяной индустрии насчитывает уже несколько десятилетий. Еще в 1955 году было предложено использовать акустический регистратор для идентификации сквозных отверстий в обсадной колонне в задачах определения технического состояния скважин. В данном классе проблем, метод шумометрии по эффективности был сравним с температурными исследованиями. Чуть позже, в 1973 году Р.М. МакКинли представил собственный метод пассивной скважинной шумометрии, в котором сигнал на каждой глубине регистрировался сразу в нескольких, например, в 3-4 различных частотных диапазонах. Такой метод количественной и качественной интерпретации данных шумометрии нашел широкое распространение в нефтяной индустрии.
Длительная практика применения скважинных шумомеров во многих случаях показала их эффективность для определения профилей притока и профиля приемистости в эксплуатационных скважинах, выявления сквозных нарушений в конструкции скважины, поиске заколонных перетоков и даже при установлении состава пластовых флюидов. В статье Робинсона была показана возможность определения мощности работающего интервала пласта с использованием данных шумометрии. Метод спектральной шумометрии отмечен Премией Правительства РФ

## Физика
Если теория генерации звука при движении турбулентного потока жидкости или газа по единичному каналу хорошо представлена в работах, то механизмы генерации акустических колебаний, возникающих при фильтрации флюида через пористый пласт на настоящий момент изучены недостаточно. Разные авторы предлагают различные физические модели. Механизм образования звука, связанный с нестационарными пульсациями жидкости, движущейся по порам со случайно меняющимися параметрами рассмотрен в работе Заславского. В этой же статье рассматривается также влияние на сигнал шума упругой сжимаемости скелета при движении по нему флюида. Среди различных моделей образования звука особое внимание заслуживает аэродинамическая модель, основанная на явлении турбулентности — завихренности микропотоков флюида, вырывающихся из капиллярных сужений в более широкие области порового пространства. Все предложенные модели имеют право на существование и все рассмотренные явления могут вносит вклад в образование шума.

## Области применения
1. Определение характеристик потока в околоскважинном пространстве
  - Определение активных интервалов притока и приемистости[19][20][21]
  - Выявление перетоков (коммуникаций) между пластами (в том числе, заколонных)[20][22][23]
2. Оценка пластового давления в работающих интервалах в призабойной зоне скважины (в том числе, напротив неперфорированных участков колонны)[24]
3. Контроль технического состояния скважин
  - Выявление сквозных нарушений в насосно-компрессорных трубах, обсадных колоннах и других элементах конструкции[20][21][25][26]